# Лесковчанин (лист)
Лесковчанин је приватни, политички, економни и књижевни лист чији је први број изашао 9. марта 1896. Лист је основао, његов власник Љубомир Стојановић, а уређивао главни уредник Т. Војводић. Циљеви оснивања листа били су афирмација политичких циљеве Српског народа тога времена, приказ његове баштине и културе, и подстицање даљег развоја културе, економије и свега што је добро у Српском народу и покаже какве су политичке прилике биле у јужном делу Краљевине Србије.
Лист Лесковчанин иако по формату и обиму, штампан на само четири стране, са скромним могућностима, излазио је сваке недеље, према потреби, и чешће, у Лесковцу од 1896. године до Балканских ратова или до почетка Првог светског рата. Нова серија је публикована од 1996. до 2001. године као лист научни и књижевни, такође, у приватном власништву.

## О часопису
У Историјском архиву у Нишу 1990. године случајно је пронађен 6. број листа Лесковчанин из 1896. године, што је утицало на обнову и покретање новог листа под истим именом. Нова редакција листа, која је конституисана марта 1996. године, одлучила је да се стогодишњица од оснивања и излажења овог листа обележи специјалним, јубиларним бројем. У међувремену, потекле су иницијативе да лист буде обновљен. 
Први број Нове серије листа изашао је из штампе 18. децембра 1996. године. Излазио је шест година, током којих је објављено 14 бројева у 11 свезака. Нови Лесковчанин наставља идеју његових првих оснивача, али са знатно измењеном концепцијом и обимом. Лист је по сваку цену желео да избегне локализам те, поред афирмације дела културне баштине Лесковца, већ на стрaницама првог броја Нове серије, доноси прилоге аутора са југа Србије, али и научне и књижевне мисли из Србије, тадашње Југославије и читаве светске заједнице. Прилози су конципирани по рубрикама - Свет науке и Свет књижевности.

### Историја
Лист је први пут штампан 9. марта 1896. године у Трговачкој штампарији Живојина Д.Обреновића у Лесковцу. Претпоставља се да је излазио до Балканских ратова и да је почетком ових, или почетком Првог светског рата, престао да излази. "Лист је требало да афирмише политичке циљеве српског народа тога времена, да покаже сву његову баштину и културу, да подстакне да се култура, економија и све што је добро у Српском народу брже развија и покаже какве су политичке прилике биле у јужном делу Краљевине Србије". Оснивач и власник листа био је Љубомир Стојановић, а главни уредник Т. Војводић.

## Тематика часописа

### Тематика старе серије
- Економија
- Политика
- Књижевност

### Тематика нове серије
- Наука
- Књижевност

## Уредништво
- др Томислав Илић, оснивач и власник листа;
- др Димитрије Кулић, директор;
- Саша Хаџи Танчић (књижевник), главни и одговорни уредник и
- Властимир Вељковић (новинар), члан.

Уредништво је радило у пуном саставу до последња три броја, када се даљи рад на листу наставља без др Димитрија Кулића. 

## Издавачи
- Yusticia (Београд) – од бр. C/1 до бр. C/7;
- Просвета (Ниш) – бр. C/8–9 и
- Издавачко предузеће Лесковчанин (Лесковац) – од бр. C/10 до бр. C/13–14.

## Формат, обим и тираж
По формату и обиму Стара серија је штампана на четири стране са скромним могућностима. Обим листа Нове серије био је 19 страница по броју. Бројеви C/8–9 и C/13–14 имају обим 23 странице. Формат листа је 41 x 29,5 cm. Последњи број C/13–14 има формат 43,5 x 31,5 cm. Податак о тиражу није нађен на страницама листа. 

## Писмо
Ћирилично.

## Седиште
Лист је након две године од излажења, захваљујући Николи Јовановићу, тадашњем председнику Скупштине општине Лесковац, добио на коришћење две просторије у поткровљу зграде Дома културе у Лесковцу.

## Штампарије
- Напредак (Лесковац) – од бр. C/4–5 до бр. C/7 и
- Просвета (Ниш) – све остале бројеве.

## Периодичност излажења
Лист Лесковчанин Старе серије излазио је сваке недеље, по потреби и чешће . Нова серија је променила периодичност излажења на тромесечно. Kонтинуитет у тромесечном излажењу листа није спроведен, искључиво из финансијских разлога.

## Преглед објављених бројева Нове серије
1. Год. 1 (1996); бр. C/1 ; (1997); бр. C/2, C/3
2. Год. 2 Није штампан ниједан број.
3. Год. 3 (1997–1998); бр. C/4–5 ; (1998); бр. C/6, C/7
4. Год. 4 (1999); бр. C/8–9, C/10, C/11
5. Год. 5 (2000); бр. C/12
6. Год. 6 (2001); бр. C/13–14